# Clan Satomi

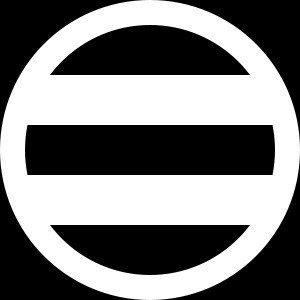
Emblème du clan Satomi

Le clan Satomi (里見氏, Satomi-shi) est un clan de samouraïs qui prétend descendre de Nitta Yoshishige (mort en 1202), dont le surnom du fils, Yoshitoshi, est « Satomi ». Les Satomi se déplacent de la province de Kōzuke à la province d'Awa au milieu du XVe siècle et y restent jusqu'à la période Edo. Durant l'époque Sengoku, les Satomi sont contraints de se soumettre à la souveraineté de Hōjō Ujitsuna en 1539. Les témoins de cette époque voient le clan Satomi combattre les clans Go-Hōjō, Takeda Imagawa à plusieurs reprises.
Les revenus du clan se montent à 120 000 koku au début de l'époque d'Edo puis le clan s'éteint en 1622.

## Membres notables des Satomi
- Sanetaka
- Yoshitoyo
- Yoshitaka
- Yoshihiro
- Yoshiyori
- Yoshiyasu
- Tadayoshi